# Синьцзян Тяньшань Леопард
«Синьцзян Тяньшань Леопард» или «Синьцзян Тяньшань Сюэбао» (кит. упр. 新疆天山雪豹, пиньинь Xīnjiāng Tiānshān Xuěbào) — бывший профессиональный футбольный клуб, выступающий в втором дивизионе Китая. Базируется в городе Урумчи, административном центра Синьцзян-Уйгурского автономного района. Домашняя арена — Спортивный центр Синьцзяна, вмещающий 50 000 человек. Мажоритарный акционер — Shenzhen China-Kyle Special Steel Corp., Ltd.

## История
«Хубэй Хуакайэр» был основан в декабре 2011 года, спонсором стала компания Shenzhen China-Kyle Special Steel Corp., Ltd.. В том же году клуб зарегистрировался для участия в розыгрыше Второй лиги, третьего по значимости дивизиона Китая. В команде выступали некоторые арендованные игроки из «Ухань Чжоэр». По итогам плей-офф 2012 года команда выбила из участия чемпиона Северной лиги «Хэбэй Чжунцзи» и получила повышение в классе.
Несмотря на финансовые ограничения, команда смогла избежать вылета, обыграв дома в последний день сезона клуб «Чэнду Блейдс» со счётом 2–0.
В начале сезона лиги 2014 года из-за проблем с финансами клуб публично заявил, что ищет инвесторов и готов покинуть провинцию Хубэй. Заинтересованность в клубе выразило региональное бюро спорта Синьцзяна, однако первоначально местные власти интересовала только молодёжная команда до 20 лет. В итоге в феврале 2014 году команда переехала в административный центр СУАР Урумчи и сменила название на «Синьцзян Тяньшань Леопард». В региональном центре до этого существовал клуб «Синьцзян Тицай», который был распущен в 2009 году. По итогам сезона 2018 года в первой лиге «Синьцзян Тяньшань Леопард» занял 16-е место, но остался в дивизионе. 

## Изменение названия
- 2011—2013 — ФК «Хубэй Хуакайэр» (англ. Hubei China-Kyle F.C., кит. 湖北华凯尔)
- 2014—н. в. — ФК «Синьцзян Тяньшань Леопард» (англ. Xinjiang Tianshan Leopard F.C., кит. 新疆天山雪豹)

## За всё время выступлений
По итогам сезона 2018
| Сезон    | 2012 | 2013 | 2014 | 2015 | 2016 | 2017 | 2018 |
| -------- | ---- | ---- | ---- | ---- | ---- | ---- | ---- |
| Дивизион | 3    | 2    | 2    | 2    | 2    | 2    | 2    |
| Место    | 2    | 13   | 10   | 8    | 11   | 11   | 16   |

## Состав
| Позиция в клубе   | Персонал                |
| ----------------- | ----------------------- |
| Главный тренер    | Фернандо                |
| Помощники тренера | Лю Цзюньфэн Ван Вэньхуа |

Вратари:
Защитники:
Полузащитники:
Нападающий: